# مینا مددی
مینا مددی با نام اصلی محترم مددی (زادهٔ ۱۰ تیر ۱۳۳۴ در آغچه‌قلعه، ارومیه)، مجری برنامه ماهواره‌ای «قدرت پنهان» و شبکه ماهواره‌ای آنجل تی‌وی (به انگلیسی: AngelTV) است که به خاطر ادعاهای فراهنجارش شناخته شده است. او مدعی است که دارای نیرویی ماورائی بوده و با یاری گرفتن از «هفت استاد» قادر است مشکلات زندگی افراد را از قبیل نازایی، سرطان، فقر و گشایش امور رفع کند.
وی به اتهام کلاهبرداری، در لیست افراد تحت تعقیب پلیس بین‌الملل قرار دارد.

## زندگی شخصی
مینا مددی بنا به ادعای خودش در ۳ آبان ۱۳۵۰ متولد شده است. این در حالی است که پلیس بین‌الملل، تاریخ تولد وی را ۱۰ تیر ۱۳۳۴ اعلام کرده است. او در روستای آغچه‌قلعه از توابع ارومیه از پدر و مادری که عضو سازمان مجاهدین خلق بودند به دنیا آمد. در ۷ سالگی پس از اعدام شدن والدینش، همراه با مادربزرگش به آمریکا و سپس به کانادا مهاجرت کرده و در یکی از مدارس ابتدایی کانادا که مخصوص کاتولیک‌ها بود ثبت نام کرد؛ اما به دلیل بدرفتاری یکی از مدیران مدرسه تنها پس از سه روز تصمیم به ترک مدرسه گرفت. در ۱۶ سالگی در یک کاباره در شهر اتاوا مشغول کار شده تا این که یکی از کارکنان کاباره به او پیشنهاد ازدواج داده اما پس از پنج ماه جدا شده‌اند. سپس با یک مرد آمریکایی ساکن اتاوا ازدواج کرده و پس از دو ماه از او هم جدا شد. او سپس دوباره نزد مادربزرگش برگشته و به تورنتو می‌رود. در ماه‌های اول زندگی در تورنتو زمانی که به بیماری افسردگی دچار شده بود، بنا به گفتهٔ خودش در یک سمینار شرکت کرده و با قدرت پنهان آشنا می‌شود. او می‌گوید: «از همان ابتدای کار مردم از قدرت پنهان استقبال شدیدی کردند و بیماران بسیاری شفا گرفتند و این باعث انگیزه‌های تازه‌ای در من شد.»

## ادعاهای فراهنجار
مینا مددی مدعی است با استفاده از روش‌های فراهنجاری همچون دعاخوانی و احضار همزاد و با یاری گرفتن از «هفت استاد» قادر است مشکلات و گرفتاری‌های زندگی افراد را از قبیل نازائی، سرطان، فقر و گشایش امور حل کند. او با این ادعا که افرادی که با برنامه اش تماس می‌گیرند و درخواست رفع مشکلشان را دارند، باید اقدام به تهیه یک متر پارچه ابریشمی، ۸۵ شمع گیاهی و یک آینهٔ صدساله کنند، متقاضیانش را قانع می‌کند، تا با واریز مبالغ چند ده میلیون تومانی، این وسایل برایشان تهیه شود. او ادعا کرده است که «هر آینه فقط یک بار قابل استفاده است و بخاطر نحوستی که در آینه است، باید بلافاصله بعد از مراسم آینه را شکست و به هیچ وجه نمی‌توان یک آینه را برای چند نفر استفاده کرد.»
او در پاسخ به این که «هفت استاد قدرتمند» مورد ادعایش چه کسانی هستند، گفته است «وقت استادان من بسیار پر است و نمی‌توانند در برنامه حاضر شوند و اگر اسامی آن‌ها را هم من بگویم باعث می‌شود آنها معروف شوند و استادان من از مشهور شدن بیزارند.» وی همچنین مدعی است از ۱۴۰ کودک بی سرپرست نگهداری می‌کند.

## تحصیلات
مددی ادعا می‌کند از یکی از دانشگاه‌های انگلستان دارای مدرک دکترای افتخاری بوده و چند کالجِ قدرت پنهان در سراسر دنیا دارد. یکی از مجریان شبکه‌های ماهواره‌ای اعلام کرده بود که مددی بی سواد بوده و سواد خواندن و نوشتن ندارد. پس از آن، مددی در برنامه‌هایش برای این که ثابت کند، قادر به نوشتن است، وانمود می‌کند که نام تماس گیرندگان با برنامه اش را روی کاغذ می‌نویسد. او در پایان یکی از برنامه‌های زنده اش که تصور می‌کرد، تصویرش روی آنتن نیست، اسامی ای را که روی کاغذ نوشته بود، پاره کرد.

## کلاهبرداری و دستگیری رابطان
بنا به اعلام رئیس پلیس تهران، این شبکه ماهواره‌ای حدود یک میلیارد تومان از افرادی که با برنامهٔ وی تماس گرفته بودند، کلاهبرداری کرده است. به این افراد پس از تماس با برنامه گفته شده بود که با سرمایه‌گذاری پولشان در «گنجینه شهر سوخته» می‌توانند پولشان را چند برابر کنند. این افراد پس از واریز مبالغی بالغ بر حدود ۲۵ میلیون تومان تا ۱۰۰ میلیون تومان به حساب و تماس با مسئولان شبکه و رابطان آن، متوجه شده بودند که نه خبری از سود پول است و نه اصل آن. مقامات پلیس تهران اعلام کرده‌اند که رابطان این شبکه در ایران را که پول به حساب آن‌ها واریز می‌شده است، دستگیر کرده‌اند.
در حال حاضر مینا مددی به اتهام کلاهبرداری، در لیست افراد تحت تعقیب پلیس بین‌الملل قرار دارد.